# فريد بزيون
فريد بزيون (بالفرنسية: Farid Beziouen)‏ (17 أكتوبر 1986 بسان دوني في فرنسا - ) هو لاعب كرة قدم فرنسي في مركز الوسط. لعب مع شبيبة القبائل ونادي النجم الأحمر سانت أوين ونادي سيدان ونادي كريتيل وأولمبيك نوازي لو سيك ‏ ويو أس أفرانش.

## وصلات خارجية
- فريد بزيون على موقع رابطة كرة القدم الفرنسية للمحترفين (الإنجليزية)
- فريد بزيون على موقع قاعدة بيانات كرة القدم.إي يو (الإنجليزية)
- فريد بزيون على موقع ليكيب (الفرنسية)
- فريد بزيون على موقع Soccerway.com (الإنجليزية)